# Channa marulius
Channa marulius е вид бодлоперка от семейство Channidae. Видът не е застрашен от изчезване.

## Разпространение и местообитание
Разпространен е в Бангладеш, Виетнам, Индия (Андхра Прадеш, Аруначал Прадеш, Асам, Бихар, Гоа, Гуджарат, Дадра и Нагар Хавели, Даман и Диу, Дарджилинг, Делхи, Джаму и Кашмир, Джаркханд, Диу, Западна Бенгалия, Карайкал, Карнатака, Керала, Мадхя Прадеш, Манипур, Махаращра, Махе, Мегхалая, Мизорам, Ориса, Пенджаб, Пондичери, Раджастан, Тамил Наду, Трипура, Утар Прадеш, Утаракханд, Харяна, Химачал Прадеш, Чандигарх, Чхатисгарх и Янам), Китай, Лаос, Мианмар, Непал, Пакистан, Тайланд и Шри Ланка.
Обитава пясъчните дъна на сладководни басейни, реки и канали.

## Описание
На дължина достигат до 1,8 m, а теглото им е максимум 30 kg.